# بلاتنسيميسين
بلاتنسيميسين (الاسم العلمي: Platensimycin) هو مستقلب من Streptomyces platensis وهو مضاد حيوي يعمل عن طريق منع الإنزيمات (β-ketoacyl- (أسيل ناقل بروتين (ACP)) سينثيز I / II (FabF / B)).

## التاريخ
عُزِل بلاتنسيميسين لأول مرة من سلالة Streptomyces platensis بواسطة العمال في ميرك آند كو. أدت الشاشات المكونة من 250.000 من مستخلصات المنتجات الطبيعية (83.000 سلالة في ثلاثة ظروف نمو) إلى تحديد جزيء صغير قوي وانتقائي من سلالة Streptomyces platensis استُعيد من عينة التربة التي جُمِّعَت في جنوب إفريقيا. أُجرِيَت عملية التحديد باستخدام نظام ثنائي الصفائح قورِنَت فيه الكائنات الضابطة بالخلايا التي تعبر عن الرنا المضاد للدلالة FabF. تستخدم هذه الطريقة مجموعة من مقايسات الخلية الكاملة المستندة إلى الهدف ومقايسات الكيمياء الحيوية، مما يسمح باكتشاف المركبات بتركيزات من شأنها أن تكون منخفضة جدًا لاكتشافها باستخدام فحوصات الخلية الكاملة. يشتمل الجزيء الذي حددوه -بلاتينسيميسين (C24H27NO7، الكتلة الجزيئية النسبية 441.47)- على عنصرين بنيويين متميزين متصلين بواسطة رابطة أميد. أظهرت مجموعة ميرك أن البلاتنسيميسين له نشاط واسع الطيف موجب الغرام في المختبر ولا يُظهر مقاومة متصالبة للبكتيريا الرئيسية الأخرى المقاومة للمضادات الحيوية بما في ذلك المكورات العنقودية الذهبية المقاومة للميثيسيلين (MRSA) والمكورات العنقودية الذهبية متوسطة المقاومة للفانكوميسين والمكورات المعوية المقاومة للفانكوميسين ومسببات الأمراض المقاومة للينزوليد والماكروليد.
أكد الاصطناع الكامل للبلاتنسيميسين الراسيمي أن هيكله يتكون من 3-أمينو- 2،4-ثنائي هيدروكسي بنزويك جزئ قطبي مرتبط من خلال رابطة أميد إلى كيتوليد رباعي الحلقات محب للدهن.

## الاستخدام السريري
البلاتنسيميسين هو دواء تجريبي في التجارب قبل السريرية التي تنطوي على MRSA في نموذج الفئران. البلاتنسيميسين هو مضاد حيوي فعال في الجسم الحي عندما يُعطى باستمرار للخلايا. تفل فاعليته عند تناوله بوسائل أكثر تقليدية. وقد أُجِّلت التجارب السريرية الخاصة به، تُستقصَى مجموعة متنوعة من التعديلات كما تُستقصَى زيادة نشاط البلاتنسيميسين.

## التخليق الحيوي
تُظهر دراسات التركيب الحيوي أن الحلقة البنزوية تُنتَج من حمض البيروفيك والأسيتات عبر دورة حمض الستريك، بينما يُنتج قلب حمض الإينون تتراسيكلينات C-17 من مسار تربينويد غير الميفالونات.
يتوافق نمط وسم نظائر الإينون رباعي الحلقات الذي لوحظ مع التخليق الحيوي للرباعي الحلقي عبر مسار تيربينويد غير الميفالونات. يتضمن هذا المسار تكثيف مجموعة الأسيتيل المنشط بالثيامين الناشئة عن نزع الكربوكسيل من البيروفات وجليسيرالديهيد -3 فوسفات متبوعًا بخطوة التحويل. نظرًا لأن كلا من البيروفات والجليسيرالديهيد-3-فوسفات (أيضًا غليسرول) جزء من مسار التحلل فمن المتوقع وجود مستويات مختلفة من الاندماج. وهكذا فإن كتل بناء التيربينويد -ثنائي ميثيل أليل ثنائي الفوسفات وإيزوبنتينيل ثنائي الفوسفات التي تُصنَّع بواسطة مسار غير ميفالونات باستخدام البيروفات والجليسيرالديهيد-3-فوسفات- تتكثف لتشكيل المركبات الطليعية ديتيربينويد جيرانيلغيرانيل ثنائي الفوسفات التي تشتق من إنت كورين. قد يؤدي الانقسام التأكسدي للرابطة المزدوجة لهذا الوسيط إلى فقدان الطرف الثالث من الكربون الذي ينتج وحدة حمض الإينون رباعي الحلقات C-17. قد يؤدي تفاعل إن-أسيل ترانسفيراز من إنون رباعي الحلقات وحمض أمينوبنزويك إلى بلاتنسيميسين.

## روابط خارجية
- قصص إخبارية علمية على بلاتنسيميسين
- الملخص في الطبيعة: بلاتنسيميسين هو مثبط انتقائي لـ FabF مع خصائص المضادات الحيوية القوية